# Pòssum de Cunningham
El pòssum de Cunningham (Trichosurus cunninghami) és un marsupial del gènere Trichosurus que viu a les muntanyes de Victòria (sud-est d'Austràlia). Aquesta espècie era classificada juntament amb Trichosurus caninus, però el 2002 en fou separada. Tanmateix, el límit exacte entre ambdues espècies no és cert; és possible que el pòssum de Cunningham també visqui al sud de Nova Gal·les del Sud. Té una cua més curta, potes més llargues i orelles més grans que T. caninus. L'espècie fou anomenada en honor de Ross Cunningham, el primer a suggerir una separació entre T. caninus i T. cunninghami.